# Lista över insjöar i Krokoms kommun
Detta är en lista över sjöar i Krokoms kommun baserad på sjöns utloppskoordinat. Listan är av tekniska skäl uppdelad på flera listor. 

## Listor
- Lista över insjöar i Krokoms kommun (1-1000)
- Lista över insjöar i Krokoms kommun (1001-2000)
- Lista över insjöar i Krokoms kommun (2001-)